# بحيرة الرزازة
بحيرة الرزازة هي مسطح مائي يقع منقسم بين محافظتي كربلاء والأنبار يستمد مياهه من نهر الفرات. وتعد ثاني أكبر بحيرة في العراق، وهي جزء من وادي واسع يضم بحيرات الثرثار والحبانية وبحر النجف.

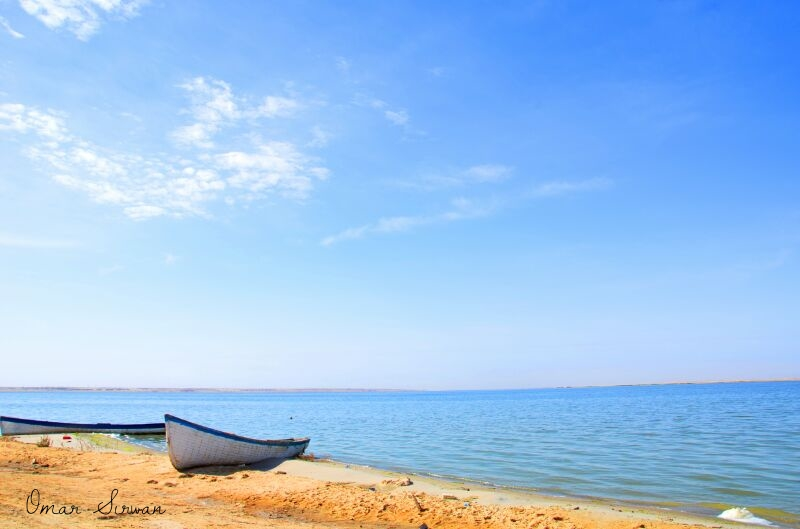
بحيرة الرزازة

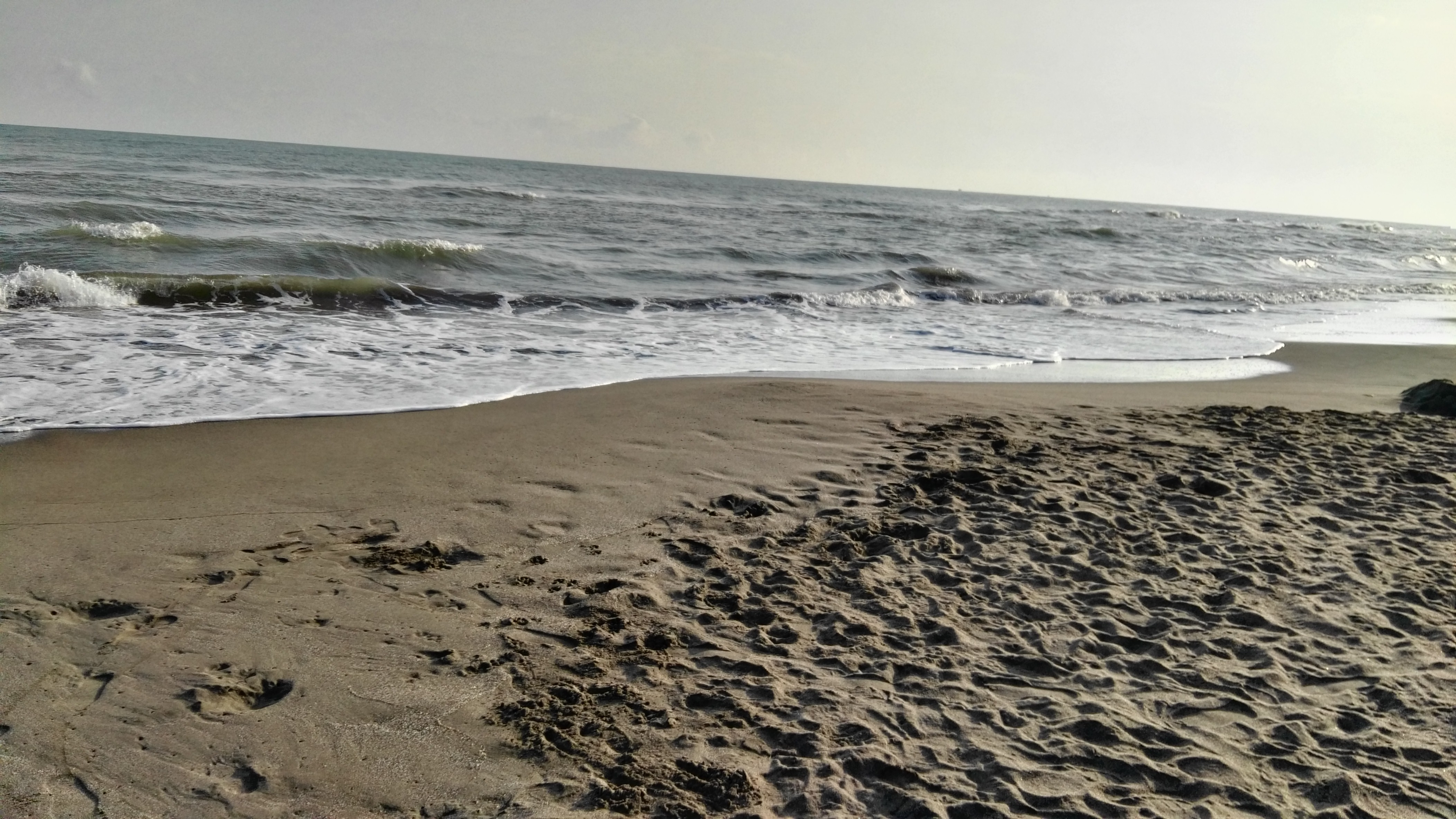
بحيرة الرزازة

وتقدر مساحتها الكلية بـ(1810) كم2 وتبلغ سعتها الكلية للخزن 26 مليار م3، فيما يصل أقصى منسوب للخزن فيها 40 م فوق مستوى سطح البحر  بينها وبين مدينة كربلاء 18 كيلومتراً، وحتى أوائل السبعنيات كان طول البحيرة 60 كيلومتراً وعرضها 30 كيلومتراً.

## تاريخ وجودها
كانت موجودة منذ العهد العثماني أو قبله وهي على شكل منخفضات مائية متفرقة وكان نهر الفرات كثير الفيضانات ويهدد مدن العراق وبالأخص العاصمة بغداد فتكوّنت فكرة العهد العثماني بتحويل قسم من مياه الفرات عند الفيضان إلى الصحراء الغربية لدرء خطر الفيضان عن بغداد وباقي المحافظات فاستخدمت المتفجرات لحفر ممرات مائية في الأراضي المرتفعة غرب الفرات. وعند دخول الإنگليز إلى العراق وانشغال الدولة بالحروب وخروج العثمانيين من العراق تأجّل موضوع تحويل مياه الفرات وصرف النظر عنه.

## شكل البحيرة والتضاريس الجغرافية الموجودة فيها
البحيرة تشبه الكمّثرى رأسها يقع قرب بحيرة الحبانية والقاعدة العريضة تقع ضمن محافظة كربلاء كانت البحيرة في السابق تتكوّن من هور أبي دبس الذي يقع شمال غرب المدينة وبحر الملح الذي يقع إلى الشمال من هور أبي دبس مقابل حصن الأخيضر وقضاء عين تمر التمن وكان عبارة عن مستنقع شديد الملوحة يقال أن بداخله عيونا مالحة حيث كان يستخرج منه الملح من قبل الدولة ويباع إلى المواطنين وكانت هناك منخفضات ومستنقعات مائية ممتدة تصل إلى بحيرة الحبانية.

## نوعية مياه البحيرة وتقلباتها
تعتبر بحيرة الرزازة من البحيرات شبه المالحة وهي من البحيرات الميتة وذلك لدخول المياه إليها وعدم خروجها تعتمد نسبة الملوحة فيها على كميات المياه التي تدخل إليها والتي تتبخر منها إضافة إلى الامتصاص الأرضي.
نسبة التبخر حوالي 2 ـ 1.5 متر عمق خلال العام وبالأخص أشهر الصيف حيث يقدر التبخر حوالي 2 سم في اليوم الواحد كما توجد عيون مالحة داخل البحيرة وبالأخص منطقة بحر الملح.

## الخواص الكيميائية للماء
```
مياه بحيرة الرزازة مياه شبه مالحة نسبية الملوحة فيها تتراوح بين ( 5 ) بالألف في حالة ارتفاع مناسيب المياه و ( 18 ) بالألف في حالة انخفاض المناسيب فيها والملوحة تتكوّن من كلوريد الصوديوم وكذلك كلوريد الكالسيوم والذي يسبب عسرة الماء وعدم رغوة الصابون فيه أما درجة حرارة الماء فتتراوح بين ( 19 م.5 ) في نيسان و( 31 م.5 ) في نهاية آب 
[
4
]
```

## الأهمية
تعتبر من مناطق الطيور المهمة في العراق ومن الأراضي الرطبة ذات الأهمية الدولية. تتعدد أوجه الاهتمام في هذه البحيرة بين سياحية ودينية وتاريخية واقتصادية واجتماعية وبيئية.

## وصلات خارجية
- موقع وزارة الموارد المائية العراقية
- جامعة بغداد